# Roberts Dambītis
Roberts Dambītis, latvijski general, * 1881, † 1957.